# Jurij Burlakov
Jurij Iljitj Burlakov (ryska: Юрий Ильич Вурлаков), född 31 januari 1960, är en rysk före detta längdåkare, som tävlade mellan åren 1980 och 1997. Under inledningen av sin karriär tävlade han för Sovjetunionen.
Burlakov deltog i två olympiska spel och körde 30 kilometer både vid OS 1984 och OS 1988 och slutade båda gångerna på 12:e plats. 
Han deltog även i tre världsmästerskap och de bästa resultaten är från VM 1982 i Oslo där han slutade tvåa på 50 kilometer. Dessutom körde Burlakov tredje sträckan i det sovjetiska stafettlag som delade segern med Norge.